# سونات شماره ۲۸ پیانو (بتهوون)
سونات شماره ۲۸ پیانو در لا ماژور، اپوس ۱۰۱، اثری از لودویگ فان بتهوون و ساخته سال ۱۸۱۶ هست که در سال ۱۸۱۷ منتشر شد. این سونات به بارونس دوروتا ارتمن (Baroness Dorothea Ertmann)، پیانیست‌ آلمانی تقدیم شد. سونات شماره ۲۸ به عنوان اولین اثر از آخرین سونات‌های بتهوون شناخته می‌شود.
این سونات آغازگر دوره پایانی موسیقی بتهوون هست؛ موسیقی این دوره ساختار پیچیده‌تر و ایده‌های گسترده‌تری دارد، بافت آن چندصدایی‌تر، و پردازش تم و موتیف‌ها، پیچیده‌تر از قبل هست.
اپوس ۱۰۱، نمونه خوبی از موسیقی این دوره هست؛ در این زمان بتهوون از صفحه‌کلید جدیدی، با دامنه گسترده‌تر، نهایت استفاده را کرد.